# Championnat d'Europe 2018 de football américain (IFAF Paris)
Navigation
2018 NY 2020
Le Championnat d'Europe 2018 de football américain (IFAF Paris) (en anglais, 2018 IFAF Paris European Championship) est la 1re édition du Championnat d'Europe de football américain organisé par l'IFAF New York une des deux branches de l'IFAF Europe. 
Il s'agit d'une compétition continentale de football américain mettant aux prises des sélections nationales européennes affiliées à l'IFAF Paris.
Le tournoi devait avoir lieu en Allemagne du 27 au 29 juillet 2018 mais celui-ci a été reporté à une date toujours non officialisée.

## Historique
Le format de ce championnat est un format de qualifications et non plus un format de groupes avec montées et descentes comme auparavant. 
Après 2014 et la scission à la fin de 2016 de l'IFAF en deux branches rivales (IFAF Paris et IFAF New York), chaque faction a désiré organiser son propre championnat d’Europe des nations. Les éliminatoires ayant déjà été effectuées sous l'égide de l'IFAF Europe, les phases finales de ces tournois devaient regrouper quatre équipes par tournoi au lieu de six comme lors des éditions précédentes organisées par l'IFAF Europe.
À la suite des événements qui ont affecté la diatribe entre les deux factions à partir de septembre 2017,, le 7 janvier 2018, l'IFAF Paris a annoncé le report de sa compétition, initialement prévue pour la fin du mois de juillet de la même année,,,,,.
Le 11 janvier 2018, la Fédération italienne de football américain (FIDAF) publie une déclaration à ce sujet. Elle déclare que l'éventualité d'un changement de tournoi était en projet depuis plusieurs semaines, mettant en cause la confusion international qui régnait depuis 2015 et déclarant que le développement de l'équipe nationale italienne ne serait de toute façon pas arrêté.
Le 30 janvier 2018, le site "Touchdown24" annonçait que cette édition du championnat d'Europe se déroulerait dans les premiers mois de 2019. La nouvelle s'est avérée être un canular puisque l'événement Facebook dont question dans l'article se rapportait au "1er avril 2027",,.
Le 15 février 2018, l'annonce du passage des fédérations autrichienne et française à l'IFAF New York est officialisée sur le site de la fédération danoise. Avec l'entrée de ces fédérations, le championnat d'Europe organisé par l'IFAF New York a été élargi à 6 équipes. Celui de l'IFAF Paris ne comptait dès lors plus que deux nations, l'Italie et l'Allemagne. 
Depuis, le doute subsiste de plus en plus sur l'organisation de la phase finale du tournoi organisé par la l'IFAF Paris,,.

## Nations éligibles pour le tournoi
| N°      | Équipe    | Motif de qualification                              | Dernière participation |
| ------- | --------- | --------------------------------------------------- | ---------------------- |
| 1       | Allemagne | 1er à l'Euro 2014                                   | Autriche 2014          |
| 2       | Italie    | Gagnant du tournoi qualificatif 2016 à Lignano (it) | Autriche 2014          |
| Retrait | Autriche  | 2e à l'Euro 2014                                    | Autriche 2014          |
| Retrait | France    | 3e à l'Euro 2014                                    | Autriche 2014          |